# Josef Jiran
Josef Jiran (8. března 1927 Písek – 10. srpna 2001 Písek) byl český katolický kněz, exilový podporovatel československé katolické církve za komunismu. Po pádu komunismu se vrátil do vlasti, svou činností významně zasáhl do duchovní, sociální a materiální obnovy země.

## Život

### Mládí a studia
Josef Jiran se narodil 8. března 1927 v Písku. Otcem Josefa byl František Jiran, obchodník z Písku, matka Johana, rozená Borůvková, pocházela z Kraselova u Volyně. Zanedlouho po narození syna odešla matka od manžela. 
Po absolvování gymnázia v roce 1946 začal studovat bohoslovectví s cílem vyučovat na akademické půdě. V roce 1950 ukončil úspěšně studia, na kněze byl po průtazích státní moci vysvěcen až 29. června 1952 a k 1. srpnu 1952 byl ustanoven administrátorem v Bečově u Mostu. Zde byl místními orgány vyhodnocen jako společnosti nebezpečný a ještě téhož roku byl od 1. listopadu poslán do převýchovného tábora v Mikulově. Po dvou letech byl shledán napraveným a k datu 1. listopadu 1954 ustanoven administrátorem v obci Sobotka. Roku 1956 se stal administrátorem obcí Chřibská a Zákupy. 

### Působení v Československu
Od začátku působení byl za svou pastorační činnost cílem udávání a šikany. Důvodem byly počty bohoslužeb, výuka náboženství, opravy kostelů a far a vzdělávání farníků výukou katechismu. V roce 1958 rozhodly na základě několika udání KNV v Liberci a v Ústí nad Labem o odnětí státního souhlasu k výkonu kněžské služby pro celou litoměřickou diecézi. Jediným důvodem mohlo být, že farnostech, které byly v tzv. Sudetech, sloužil bohoslužby pro německé neodsunuté farníky v němčině a tyto bohoslužby odmítl zrušit. Následné soudní přelíčení ze dne 30. května 1958 odejmulo státní souhlas Josefovi Jiranovi doživotně a uložilo mu život pod dozorem.
Následně pracoval jako dřevorubec při odlesňování svahů budoucí Orlické přehrady či roznášel v Písku uhlí. Od roku 1961 pracoval jako řidič nákladního auta podniku Vodní stavby Plzeň, později tamtéž jako dispečer dopravy. On i jeho matka byli ze strany Státní bezpečnosti častými cíli dalších výslechů. Matka byla po jednom takovém výslechu v roce 1964 stižena záchvatem mrtvice, na jejíž následky později zemřela. Opakovaně neúspěšně žádal o povolení k návštěvě nejbližších příbuzných do Německa či Rakouska. V roce 1967 byl omilostněn a byl mu vrácen státní souhlas. Stal se administrátorem farnosti Kryry na Lounsku. Ve velmi krátké době obdržel za svou činnost výstrahu za ONV Louny. Po udání ze strany MNV Nepomyšl následovaly výslechy farníků, kterým bylo za kontakt s Josefem Jiranem vyhrožováno.

### Emigrace
Po vpádu vojsk Varšavské smlouvy se Josef Jiran definitivně rozhodl pro emigraci, které opustil 10. září 1968. Okamžitě získal státní občanství Německé spolkové republiky. První týdny bydlí u německého faráře Rudolfa Huberta, vězně z Dachau, který byl až do svého zatčení nacisty farářem sudetských Němců v Kryrech. K datu 15. října byl Josef Jiran ustanoven kaplanem v bavorské obci Miesbach. Rychlému prověření jeho osoby napomohlo svědectví sudetských Němců, českých emigrantů a též potvrzení, které týden po jeho útěku vystavil v nuceném exilu v Římě kardinál Josef Beran. K 9. červnu 1969 byl ustanoven farním vikářem v obcích Egenburg a Pfafenhofen a k 15. červnu, byl poslán jako farář pro československé uprchlíky do Curychu. Ve Švýcarsku, na univerzitě ve Fribourgu získal v roce 1971 licenciát z teologie. 
S ukončením uprchlické vlny se vrátil do Německa, kde byl od 1. srpna 1971 jmenován farním administrátorem obce Wilhemsfeld u Heidelbergu. Dokončení doktorských studií odkládá, protože má před sebou nové úkoly. Poté, co československé úřady odmítly prodloužení jeho víza a žádost o vystěhování byl v Československu v nepřítomnosti odsouzen za opuštění republiky. V roce 1973 byl přeložen do městečka Herbolzheim, kde strávil 12 let.  V roce 1985 byl poslán do své poslední farnosti v NSR, obce Bargen nedaleko Heidelbergu. 

### Přeshraniční činnost v emigraci
Po emigraci informoval o poměrech v nesvobodném Československu. Spolu s tím vytvářel podmínky pro převoz exilové literatury, potravin,[ujasnit] léčiv a financí do Československa. Ve Švýcarsku zajišťoval vedle výkonu duchovní správy pro emigranty komunikaci s úřady a pomáhal jim sehnat práci. Sestavoval síť kurýrů hlavně pro převoz finančních prostředků a dále vyjednával s československými úřady o možnostech vývozu potravin a nedostupných léčiv pro Československo. Jeho nejdůležitějším kurýrem se stal na celou dobu exilu písecký chirurg, primář Miroslav Macháček. Založil nadaci „Pro postižené bratry“ s hlavním cílem zajistit ilegální transfer finančních prostředků di Československa, literatury, dále převoz léků a potravin, přes Tuzex nákup automobilů, dále elektroniky a kopírovacích strojů. Podporoval internované řeholní komunity nacházející se ve zcela nevyhovujících materiálních podmínkách, jako například klášter Bíla Voda. Podporoval Československou papežskou kolej v Římě - Nepomucenum. V druhé polovině sedmdesátých let rozšiřil síť o Polsko, kde podporoval finančně polskou odbojovou církev, stejně jako rodiny a jednotlivce v nouzi, mimo jiné sem od vypuknutí hospodářské krize vysílal čtyřikrát do roka transport s potravinami. Ve svých farnostech hostil pravidelně každý rok polské děti, pro které organizoval dětské tábory. Pravidelně zve též k pobytu skupiny bývalých vězňů nacistických koncentračních táborů.  O objemu činnosti Josefa Jirana vypovídá dopis československého teologa Josefa Zvěřiny. Ten v jednom z dopisů adresovaných biskupství Rottenburg am Neckar napsal, že Josef Jiran je největším podporovatelem československé církve.

### Návrat z exilu
Po pádu komunistického režimu se roce 1990 se vrátil do Písku, kde byl ustanoven děkanem. Ihned se pustil do orgnaizace oprav děkanského kostela a fary, a dalších církevních staveb v okolí nebo pro ně sháněl v zahraničí podporu. Když město navrhlo pořízení nových zvonů jako náhradu za zvony uloupené nacisty, svým darem 30 000 marek převážnou část zvonů zaplatil. Materiálně podporoval nemocnice, stacionáře, financoval rodící se církevní školství, založil vlastní farní lékárnu. ve které byla zdarma rozdávána léčiva nakoupená léčiva v Německu a Švýcarsku. Organizoval a financoval pobyty pro skautskou mládež v zahraničí. Jeho zahraniční přátelé posílali do Čech mimo jiné zásilky s ošacením (např. v roce 1991 dva kontejnery ošacení z Islandu), pro pražskou Nemocnici pod Petřínem zprostředkovali sanitku a sanitární potřeby. Pro Domov svobodných matek ve Veselíčku zakoupil automobil, podpořil Domov Anežky České v Týně nad Vltavou, další podporu zprostředkoval také pro Domov sv. Karla Boromejského v Praze – Řepích, kde se nachází domov pro staré lidi a chráněné dílny pro ženy ve výkonu trestu. Po pastorační stránce usiloval o náboženskou obnovu duchovního podloží národa. Začal vyučovat na Teologické fakultě v Českých Budějovicích dogmatiku a na Biskupském gymnáziu tamtéž církevní dějiny. Ve svých farnostech promlouval prostřednictvím svých pečlivě připravených promluv, které pak rozdával v písemné formě farníkům a dalším zájemcům. Pořádal kurzy věnované víře, výkladům Písma a církevním dějinám. Po řadu let poskytoval zájemcům bezplatný kurs němčiny pro pokročilé.

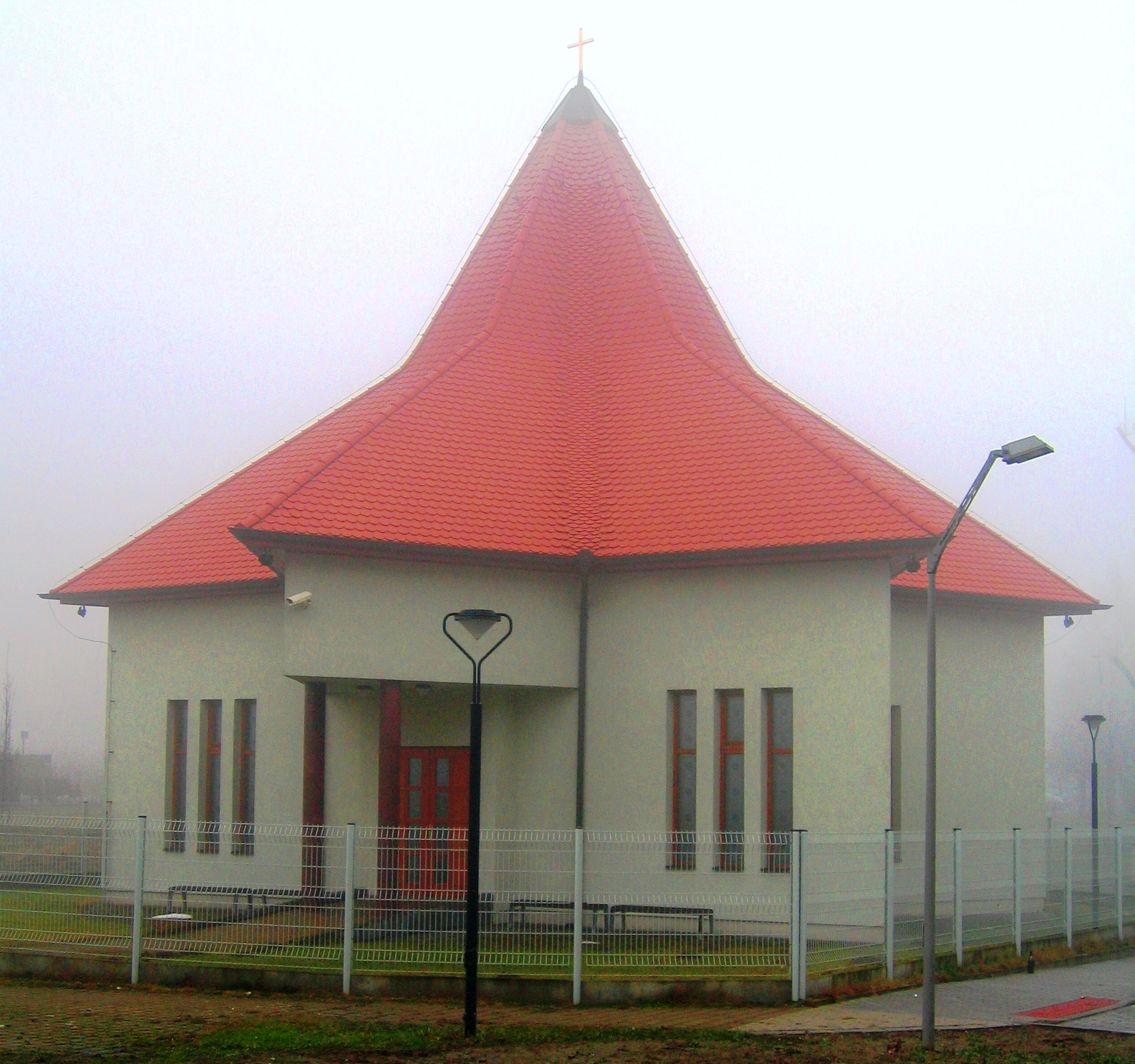
Kostel svatého Karla Boromejského (Písek)

V roce 1997 předal k užívání dostavěnou budovu charity. V tom samém roce zprostředkoval pro povodněmi postiženou Moravu částku 250 000 DM, mezi ostatními projekty připravoval stavbu kostela sv. Karla Boromejského, který byl vysvěcen na píseckém sídlišti Hradiště v roce 2000. Pro potřeby bližních pracuje až 16 hodin denně, což se opakovaně projevovalo vyčerpáním a v roce 1999 infarktem myokardu. Nepolevující činnost pro potřeby druhých vede k dalšímu vyčerpání. Životní nasazení ukončuje další rozsáhlý infarkt, kterému ve svých 74 letech na chodníku před svou farou podlehne.
Zemřel náhle dne 10. srpna 2001 v Písku. Je pohřben na hřbitově v Semicích. Jeho hrob, kde odpočívá se svou matkou, se nachází u hřbitovního kříže na konci hřbitova.

## Ocenění
- Dne 27. února 1992 byl na Karlově univerzitě promován doktorem teologie. V roce 1994 ho papež Jan Pavel II jmenoval za zásluhy monsignorem s titulem čestného papežského preláta. Do svého prelátského erbu si zvolil heslo: SERVA ORDINEM, ET ORDO SERVABIT TE – zachovej řád a řád zachová tebe.
- V roce 2013 a 2015 byl Poslaneckou sněmovnou České republiky navržen in memoriam jako kandidát na státní vyznamenání.[11]

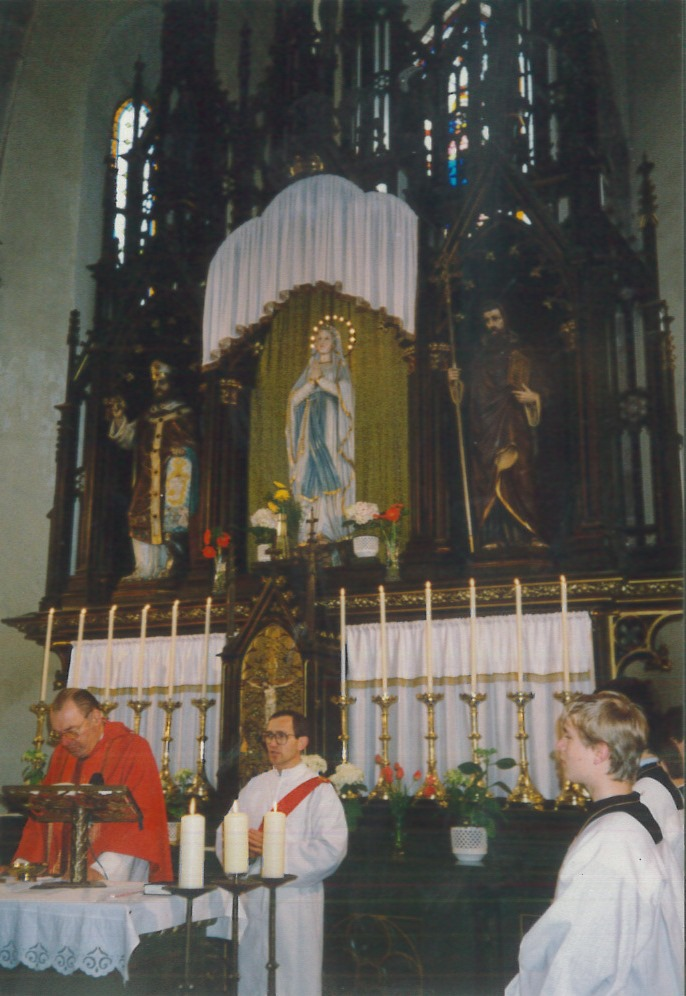
Josef Jiran v píseckém kostele